# فایراستون (کلرادو)
فایراستون (به انگلیسی: Firestone) شهری در ایالت کلرادو کشور ایالات متحده آمریکا است که جمعیت آن در سرشماری سال ۲۰۱۰ میلادی، ۱۰٬۱۴۷ نفر بوده‌است.